# Gaucho à queue blanche
Agriornis albicauda
Espèce
Synonymes
- Dasycephala albicauda
- Agriornis andicola[2]

Statut de conservation UICN

 VU  : Vulnérable
Le Gaucho à queue blanche (Agriornis albicauda) est une espèce de passereau placée dans la famille des Tyrannidae. Son statut de conservation est vulnérable selon la liste rouge de l'UICN,.

## Sous-espèces
Cet oiseau est représenté par 2 sous-espèces :
- Agriornis albicauda albicauda : Andes, du Pérou à l'ouest de la Bolivie, au nord du Chili et au nord-ouest de l'Argentine ;
- Agriornis albicauda pollens Sclater, PL, 1869[Note 1] : Andes de l'Équateur (au nord de la province d'Imbabura)[2],[3].

## Description
Les deux sous-espèces sont identiques. Le Gaucho à queue blanche mesure 25 cm. Il est brun-grisâtre, foncé sur le dos, encore plus foncé sur les ailes et plus clair sur le ventre. Ses sourcils sont légèrement plus pâles et sa gorge est blanche bigarrées de noirâtre. Son grand bec est foncé. Hormis les rectrices centrales qui ont la couleur du dos, sa queue est blanche.

## Habitat
Cet oiseau vit principalement au-dessus de la limite des arbres, entre 3 500 et 4 300 m, à part au sud de l'Équateur, où on le retrouve dans des zones semi-arides comportant de grands puyas, entre 2 400 et 3 100 m. Il affectionne les zones dégagées rocheuses à la végétation éparse, notamment à proximité de murs ou de vieux bâtiments.

## Menaces pour l'espèce
Les raisons de la rareté de l'espèce sont peu claires. Son habitat de prédilection tend à augmenter avec la déforestation. Il a peut-être été victime de sa compétition avec le Gaucho à bec noir Agriornis montana.